# Luz Long
Carl Ludwig (Luz) Long (Leipzig, 27 april 1913 – Acate, 14 juli 1943) was een Duitse atleet, die in de jaren dertig van de 20e eeuw succesvol was in het verspringen. Hij werd zes maal Duits kampioen en won tijdens de Olympische Spelen van 1936 in Berlijn een zilveren medaille. Long, wit en blond, werd bekend door zijn vriendschap met de zwarte atleet Jesse Owens.

## Biografie

### Personificatie van 'superieure mens'
De blanke Long was met zijn lange verschijning, blonde haar en blauwe ogen de personificatie van het Arische ras, de superieure mens, zoals de nazi's de mensen wilden laten geloven. Hij mocht in 1936 deelnemen aan de Olympische Spelen in eigen land. Twee jaar eerder had hij een bronzen medaille gewonnen met het verspringen op de allereerste Europese kampioenschappen in Turijn.

### Vriendschap met Owens
Long was Europees recordhouder verspringen toen hij het op 4 augustus 1936 voor het eerst op zou nemen tegen Jesse Owens. Terwijl Long (toen 23 jaar oud) aan de hooggespannen verwachtingen voldeed door een olympisch record te springen, wist de 22-jarige Amerikaanse atleet zich na twee sprongen nog niet te kwalificeren voor de finale. Owens verklaarde later aan Longs zoon, dat Long naar hem toe kwam en hem tips gaf, zodat hij wel de juiste sprong zou maken. Owens volgde die tips op en wist zich te kwalificeren. Uiteindelijk werd Owens olympisch kampioen en werd Long tweede. Long was de eerste die Owens feliciteerde. Na afloop liepen de twee arm in arm over de sportvelden en poseerden ze voor de fotografen.
"Er was veel moed voor nodig om vriendschap met mij te sluiten voor de ogen van Hitler", zei Owens later. "Al mijn medailles en bekers vallen in het niet bij de 24-karaats vriendschap die ik op dat moment voor Luz Long voelde. Hitler moet gek geworden zijn bij het zien van onze omhelzing." Owens bleef in de jaren nadien corresponderen met Long en later met zijn familie. Het verhaal is altijd eenzijdig verteld door Owens, waardoor er twijfels zijn over het waarheidsgehalte. Long verklaarde echter in 1936 in een Duitse krant, dat hij voor Owens blij was dat hij had gewonnen. Zelf had hij maar één doel na zijn olympische record: winnen, voor de Führer.
Twee dagen na de olympische wedstrijd verspringen eindigde Long als tiende bij het hink-stap-springen.

### Gesneuveld in WO II
Long won in 1938 voor de tweede maal brons op het EK met het verspringen. Tot in 1942 deed hij mee aan sportwedstrijden. Long studeerde rechten aan de Universiteit Leipzig en na zijn afstuderen in 1939 werkte hij als jurist in Hamburg. Hij trouwde op 4 januari 1941 met Gisela Behrens. Ze kregen samen twee zonen, Kai (1941) en de jonggestorven Wolfgang (1943-1944). Tijdens de Tweede Wereldoorlog diende Long in de Wehrmacht met de rang van Obergefreiter en werd hij naar het front gestuurd. Hij en Jesse Owens bleven bevriend tot hij sneuvelde in 1943 op 30-jarige leeftijd tijdens de Landing op Sicilië.

## Titels
- Duits kampioen verspringen - 1933, 1934, 1936, 1937, 1938, 1939

## Persoonlijke records
| Onderdeel          | Prestatie      | Jaar |
| ------------------ | -------------- | ---- |
| verspringen        | 7,90 m (ex-AR) | 1937 |
| hink-stap-springen | 14,80 m        | 1936 |

## Palmares

### verspringen
- 1933:  Duitse kamp. - 7,65 m (nat. rec.)
- 1934:  Duitse kamp. - 7,53 m
- 1934:  EK - 7,25 m
- 1936:  Duitse kamp. - 7,81 m (nat. rec.)
- 1936:  OS - 7,87 m
- 1937:  Duitse kamp.
- 1938:  Duitse kamp.
- 1938:  EK - 7,56 m
- 1939:  Duitse kamp. - 7,41 m
- 1941:  Duitse kamp.
- 1942:  Duitse kamp.

### hink-stap-springen
- 1936: 10e OS - 14,62 m

- Bibliothèque nationale de France: cb170796999 (data)
- Gemeinsame Normdatei: 125631243
- World Athletics: 14345635
- International Standard Name Identifier: 0000 0000 1487 894X
- Library of Congress Control Number: no2016088598
- Système universitaire de documentation: 092213944
- Virtual International Authority File: 69896155
- WorldCat: E39PBJyMc4djtVHrkfh4qtPmh3